# Allama Iqbal International Airport
Allama Iqbal International Airport er en lufthavn i Lahore, Pakistan. Lufthavnen er den næststørste i Pakistan efter Jinnah International Airport i Karachi. Lufthavnen har fået sit navn efter Allama Iqbal, der var en hovedkraft, da Pakistan blev grundlagt. Lufthavnen ligger 15 kilometer uden for Lahore.
- Wikimedia Commons har flere filer relateret til Allama Iqbal International Airport

| Luftfart | Spire Denne artikel om flyvning er en spire som bør udbygges. Du er velkommen til at hjælpe Wikipedia ved at udvide den. |

31°31′17″N 74°24′09″Ø / 31.5214°N 74.4025°Ø